# Kiskunmajsa
Kiskunmajsa je mesto na Madžarskem, ki upravno spada pod podregijo Kiskunmajsai Županije Bács-Kiskun.